# 예브게니 라자레프
예브게니 니콜라예비치 라자레프(러시아어: Евге́ний Никола́евич Ла́зарев, 1937년 3월 31일 ~ 2016년 11월 18일) 혹은 유진 라자레프(영어: Yevgeni Lazarev)는 러시아와 미국의 배우이다.

## 출연 작품
- 아이언맨 2 (2010)
- 양파 무비 (2008)
- 로드 오브 워 (2005)
- 썸 오브 올 피어스 (2002)
- 코만도 해밀턴 (1998)
- 세인트 (1997)
- 백야의 연인 (1993)